# (1994) Shane
(1994) Shane – planetoida z pasa głównego asteroid okrążająca Słońce w ciągu 4 lat i 141 dni w średniej odległości 2,68 j.a. Odkryta 4 października 1961 roku w Goethe Link Observatory (w ramach programu Indiana Asteroid Program) w Brooklynie w stanie Indiana. Nazwa planetoidy pochodzi od C. Donalda Shane’a, drugiego prezydenta stowarzyszenia AURA (w latach 1958–1962), dyrektora Obserwatorium Licka (1945–1958). Przed jej nadaniem planetoida nosiła oznaczenie tymczasowe (1994) 1961 TE.